# 2019冠状病毒病圣文森特和格林纳丁斯疫情
2019冠状病毒病圣文森特和格林纳丁斯疫情，介绍在2019冠狀病毒病疫情中，在圣文森特和格林纳丁斯发生的情况。

## 时间轴
2020年3月11日，圣文森特和格林纳丁斯确诊首例2019冠状病毒病病例。患者从英国乘英国航空经巴巴多斯转背風群島航空到达圣文森特。
3月27日，首例确诊病例治愈。
4月1日，确诊第2例病例，为女性，3月25日从美国入境，28日报告症状。
4月3日，确诊第3例病例，为男性，3月18日从巴巴多斯入境后自主隔离，29日出现症状，31日报告医护人员。稍晚又确诊4例，均为3月25日从美国或加拿大返回的本国公民。
4月7日，确诊第8例病例，为文森特人。
4月9日，新增确诊4例，累计12例。12例均为输入病例。
4月21日，确诊第13例病例。
4月23日，确诊第14例病例，为第13例确诊病例的密切接触者。

## 防控
2020年2月11日，背风群岛航空宣布不接受除目的地国公民和居民以外的过去14天有中国旅行史的人员乘机。同月21日，国家安全部宣布禁止过去14天有中国大陆、香港、澳门、新加坡、日本、韩国旅行史的人员入境。